# Acrapex impunctata
Acrapex impunctata là một loài bướm đêm trong họ Noctuidae.